# Jugoslavenska radiotelevizija
Jugoslávský rozhlas a televize (srbochorvatsky Jugoslavenska radiotelevizija nebo Jugoslovenska radio-televizija, zkráceně JRT, srbská cyrilika Југословенска радио-телевизија, zkráceně JРТ) byl veřejnoprávní vysílatel v Socialistické federativní republice Jugoslávie. Sestával z osmi členských rozhlasových a televizních vysílacích center, kde každá z nich měla sídlo v jedné ze šesti republik a ve dvou autonomních provincií Jugoslávie.

## Historie
JRT byla jedním ze zakládajících členů Evropské vysílací unie a SFR Jugoslávie byla jedinou socialistickou zemí mezi jejími zakládajícími členy.
Mimo jiné organizovala jugoslávské národní finále pro hudební soutěž Eurovize a vysílala obě akce pro jugoslávské publikum.
Každé televizní středisko vytvářelo svůj vlastní program samostatně a některá z nich provozovala několik kanálů. Systém zanikl během rozpadu Jugoslávie na počátku 90. let, kdy se většina republik stala samostatnými státy. V důsledku toho se z kdysi subnárodních vysílacích center staly veřejnoprávní vysílací stanice nově vzniklých nezávislých států s pozměněnými názvy:
| Administrativní celek  | Sídlo    | Založena jako | Zahájení vysílání | Dnešní vysílatel                            |
| ---------------------- | -------- | ------------- | ----------------- | ------------------------------------------- |
| SR Bosna a Hercegovina | Sarajevo | RTV Sarajevo  | 1969              | Bosanskohercegovačka radiotelevizija (BHRT) |
| SR Chorvatsko          | Záhřeb   | RTV Zagreb    | 1956              | Hrvatska radiotelevizija (HRT)              |
| SR Makedonie           | Skopje   | RTV Skopje    | 1964              | Makedonska radiotelevizija (MRT)            |
| SR Montenegro          | Titograd | RTV Titograd  | 1971              | Radio televizija Crne Gore (RTCG)           |
| SR Srbsko              | Bělehrad | RTV Belgrade  | 1958              | Radio-televizija Srbije (RTS)               |
| SR Slovinsko           | Lublaň   | RTV Ljubljana | 1958              | Radiotelevizija Slovenija (RTVSLO)          |
| SAO Kosovo             | Priština | RTV Priština  | 1975              | Radio Televizioni i Kosovës (RTK)           |
| SAO Vojvodina          | Novi Sad | RTV Novi Sad  | 1975              | Radio-televizija Vojvodine (RTV)            |

Byla jednou ze zakladatelů Evropské vysílací unie a Socialistická federativní republika Jugoslávie byla jedinou socialistickou zemí, která se na jejím založení podílela. Pořádala jugoslávský národní výběr pro Eurovision Song Contest a obě akce vysílala pro jugoslávské publikum. Zpravodajský pořad Dnevnik se dodnes vysílá na všech stanicích v dnešních 6 zemích.